# Stapresponsie
De stapresponsie (of staprespons) is de uitvoer van een systeem wanneer een stap (heaviside-functie) als invoer wordt aangelegd, waarbij het systeem volledig in nultoestand is. Dit betekent dat de beginvoorwaarden van de differentiaalvergelijking die het systeem beschrijft, alle nul zijn.

## Voorbeeld
Het eerste-ordesysteem met differentiaalvergelijking
{\displaystyle 4{\frac {dy(t)}{dt}}+y(t)=10x(t)}
heeft als de staprespons 
{\displaystyle w(t)=10-10e^{-t/4}}
Het constante deel van de oplossing is de regimerespons, en het exponentieel dalende deel is het overgangsgedrag. Dit laatste deel heeft een tijdconstante {\displaystyle \tau =4}. Na drie tijdconstanten is het overgangsgedrag met 95% afgenomen.
Bij een tweede-ordesysteem kan het overgangsgedrag van de staprespons oscillaties vertonen, indien het systeem weinig gedempt is.